# Klasztor Eskilsø
Klasztor augustianów na wyspie Eskilsø – nieistniejący średniowieczny klasztor położony na wyspie w fiordzie Roskilde Fjord w Danii.

## Historia i lokalizacja
Klasztor augustianów powstał ok. roku 1100 w północno-zachodniej części niewielkiej wysepki Eskilsø położonej w środkowej części fiordu Roskilde Fjord w północnej części duńskiej wyspy Zelandia. Jednym z członków zgromadzenia był późniejszy (od ok. 1145 r.) biskup Roskilde Asser. Przebywający w klasztorze mnisi jedynie w definicji byli obserwantami, lecz w praktyce nie przestrzegali reguł życia zakonnego, urządzając świeckie uczty i zabawy zakrapiane alkoholem, w których uczestniczyły także niewiasty. Wieści o tych biesiadach wydostające się poza mury klasztorne poderwały reputację zgromadzenia. W związku z tym Absalon, biskup Roskilde, postanowił dokonać reformy klasztoru, do którego sprowadził w 1165 r. kanonika Wilhelma z opactwa św. Genowefy w Paryżu, ustanawiając go opatem klasztoru.
Przybycie Wilhelma i towarzyszących mu mnichów spotkało się z niechętną, jeśli nie wrogą, reakcją żyjących w rozchwianej dyscyplinie monastycznej zakonników z Eskilsø, którzy nie mogąc znieść surowej dyscypliny narzuconej przez nowego opata, usiłowali - jednakże bez powodzenia - pozbawić go życia, podpalając nocą jego łoże. Mnisi, którzy wraz z Wilhelmem przybyli z Paryża, z trudnością znosili surowość duńskiego klimatu i po jakimś czasie postanowili powrócić do Francji. Trudne warunki życia na niewielkiej wysepce doprowadziły po dziesięciu latach pobytu Wilhelma do likwidacji klasztoru. W tej sytuacji biskup Absalon dokonał nadań ziemskich na rzecz zgromadzenia i ok. 1175 r. przeniósł mnichów do klasztoru Æbelholt w północnej Zelandii, a zabudowania klasztorne na wyspie Eskilsø pozostawiono swemu losowi. Do dziś na wyspie przetrwały jedynie fragmenty ruin kościoła klasztornego z wyraźnie zarysowanym kamiennym fundamentem świątyni składającym się z dwóch pomieszczeń na planie kwadratu i wydłużonej apsydy.
Opat Wilhelm uważany jest za pioniera zielarstwa w Danii. Z Francji przywiózł ze sobą nasiona nieznanych tam wcześniej ziół i w przyklasztornym ogrodzie założył plantację zielarską.   